# Бхимрао Рамџи Амбеткар
Бхимрао Рамџи Амбеткар (14. април 1891 — 6. децембар 1956), познат и као Бабасахеб Амбеткар, био је индијски правник, економиста, политичар и социјални реформатор. Инспирисао је будистички покрет Далит и водио кампању против социјалне дискриминације према недодирљивим (Далитима). Био је први независни индијски министар права, архитекта устава Индије и отац и оснивач Републике Индије.